# The Works
The Works este un album rock din 1984 al trupei engleze Queen. Al unsprezecelea album al formației a marcat o reîntoarcere a grupului la stilul său rock. Este cel mai electronic album dintre toate materialele trupei. În comparație, rock-ul a fost, în mare parte, absent pe precedentul lor disc Hot Space orientat mai mult spre dance și funk și pe care elementele electronice au fost prea puțin prezente.
Înregistrat la studiourile Record Plant și Musicland din august 1983 și până în ianuarie 1984, titlul albumului a fost inspirat dintr-un comentariu al lui Roger Taylor și este primul album Queen apărut pe Compact Disc.

## Lista pieselor
1. "Radio Ga Ga" (Roger Taylor) (5:44)
2. "Tear It Up" (Brian May) (3:28)
3. "It's a Hard Life" (Freddie Mercury) (4:08)
4. "Man on The Prowl" (Mercury) (3:28)
5. "Machines (Or 'Back to Humans')" ( May , Taylor ) (5:10)
6. "I Want to Break Free" (John Deacon) (3:20)
7. "Keep Passing The Open Windows" (Mercury) (5:21)
8. "Hammer to Fall" (May) (4:28)
9. "Is This The World We Created . . . ?" (Mercury, May) (2:13)

## Single-uri
- "Radio Ga Ga" (1984)
- "I Want to Break Free" (1984)
- "It's a Hard Life" (1984)
- "Hammer to Fall" (1984)

## Componență
- Freddie Mercury - voce, pian, claviaturi, chitară ritmică, voce de fundal
- Brian May - chitară electrică, chitară acustică cu 12 coarde, voce de fundal
- Roger Taylor - baterie, baterie electronică , claviaturi, chitară, voce (Machines), voce de fundal
- John Deacon - chitară bas, chitare ritmice și acustice, claviaturi